# Socha (województwo łódzkie)
Socha – wieś w Polsce położona w województwie łódzkim, w powiecie sieradzkim, w gminie Warta.
W latach 1975–1998 miejscowość administracyjnie należała do województwa sieradzkiego. 

## Historia
Dawniej wieś szlachecka. We wschodniej części wsi był dwór, zniszczony przed II wojną światową, w wyniku parcelacji. Po założeniu dworskim pozostały 2 stawy, a w ich pobliżu ślady po zabudowaniach majątku.
Pierwsze wzmianki o wsi Socha w piśmiennictwie historycznym pochodzą z 1386r. Według Actv Terrestina Petrovenisa Socha była wsią królewską w Kasztelanii Sieradzkiej. Z 1391 r. a więc w okresie panowania królowej Jadwigi pochodzi wzmianka, że część Sochy została zastawiona za długi szlachcica Michała.  
Kolejne wzmianki o Sosze odnajduje się w zapiskach z 1394 r. o Ziemi Sieradzkiej – pojawia się nazwa „Sochi” Johannesa. Natomiast 1398 r. znajduje się zapis o Sosze jako wsi z okolicy Warty. Z kolei w 1496 r. pojawia się nazwa "Szocha” w zapiskach germańskich. W XV i XVI wieku w źródłach historycznych Socha pojawia się wraz z Cielcami, Witowem, Dusznikami, Tomisławicami i Tądowem, jako duże skupisko osadnicze w rejonach Warty.
W 1496 r. Socha liczyła 172 parafian, a w 1576 r. 178 parafian. Na początku XVI w. dziesięcinę składano ze wszystkich ról i folwarków na plebanie w Warcie. Wieś miała 21 domów chłopskich i 178 mieszkańców oraz 4 domy w folwarku z 36 mieszkańcami. Przez Sochę przewinęły się także wszystkie kataklizmy, wojny i epidemie chorób, które przeżywał rejon Warty. Ucierpiała na skutek najazdów tatarskich i szwedzkich, pruskich i rosyjskich. Kmiecie i fornale brali udział w zaciągach rycerskich miejscowej szlachty na wojenne wyprawy. 
W 1827 r. Socha liczyła 14 domów i 91 mieszkańców, a w 1874 według Słownika Geograficznego Królestwa Polskiego, Socha posiadała „folwark rozległy 794 mórg liczący, w czym gruntów ornych 562 mórg, łąk 112 mórg i 80 mórg lasu”. 
W latach Powstania Styczniowego 1863-64 na polach między Sochą, a Poprężnikami rozegrała się wielka bitwa między partią powstańców, a sotnią kozaków. Przez wieś prowadzi wyznaczony kolorem czerwonym szlak pieszy "Powstańców 1863 r."
Socha lokowana jako wieś królewska w XIX i na początku XX wieku należała do dóbr Styczyńskich i Mazurkiewiczów, którzy mieli swoje dwory w Sosze. Na przełomie XIX i XX wieku dziedzic Styczyński w wyniku długów karcianych musiał odeprzeć swe dobra księdzu Brzezińskiemu, który pod koniec I wojny światowej rozparcelował majątek w części braciom Durkiewiczom, a tereny wschodnie i północne sprzedał kolonistom przybyłym tu spod Stoczka. 
Lata dwudzieste XX wieku to okres największego skupiska ludności i biedy w Sosze. W wyniku podziałów rodzinnych, głównie drogi Sochy to szereg lepianek, w których gnieździły się wieloosobowe rodziny chłopskie. W tym czasie wielu mieszkańców Sochy wyjechało za chlebem do Niemiec, Francji i Anglii.Także wielu mieszkańców Sochy wstąpiło do odrodzonego wojska, walcząc później w obronie ojczyzny z bolszewikami. W latach II wojny światowej, w sierpniu 1940 roku Niemcy wysiedlili z Sochy 10 rodzin chłopskich z najlepszych gospodarstw i osadzili w nich swych pobratymców z Wołynia. Wysiedlona ludność Sochy przeszła potem poniewierkę w obozach na Zamojszczyźnie. Po wyzwoleniu Sochy, które nastąpiło w wyniku zwycięskich walk 33 Armii Czerwonej w okolicach Warty w dniach 21-23.01.1945 roku. Okazało się, że największą daninę, czyli swoje życie za wolność ojczyzny oddali podczas okupacji następujący mieszkańcy Sochy: Bielas Ignacy, Bielas Kazimierz, Chojnacki Józef, Chojnacki Bronisław, Mielczarek Józef, Urbaniak Ignacy, Rawski Stanisław, Wojdziak Mieczysław, Wojdziak Stanisław, Woźniak Stefan oraz Urbaniak Franciszek. Po wyzwoleniu społeczność wiejska mimo wielu gróźb i szykan nie dała się skolektywizować i zamienić w kołchoz. Socha z honorem broniła swej godności i przywiązania do rodzinnej własności. 

## Organizacje
W życiu wsi  wielką rolę odegrały organizacje: Ochotnicza Straż Pożarna, Kółko Rolnicze oraz Ludowy Zespół Sportowy, a przede wszystkim wiejska oświata. 
Pierwsza szkoła w Sosze powstała w 1903 roku w obejściu Wojciecha Woźniaka, a pierwszymi nauczycielami byli dojeżdżający z Warty p. Kaszyński, p. Krulak i p. Rychalska. Nauka odbywała się wtedy dwa razy w tygodniu. Szkoła przetrwała do I wojny światowej. W wyniku komasacji gruntów Socha przeznaczyła trzy morgi na budowę nowej szkoły, mieszkanie i działkę rolną dla nauczyciela. Pieniądze i materiały budowlane pozyskano w wyniku rezygnacji z odszkodowań za szkody łowieckie, a budynek szkoły pozostawili sami mieszkańcy wsi. W maju 1933 roku nastąpiło poświęcenie budynku szkoły, a rolę gospodyni pełniła panna Daniścibówna. Po II Wojnie światowej nauczaniem w Sosze zajmowali kolejno: p. Lignerowa, która organizowała szkołę po okupacji; p. Kowalkiewicz na przełomie lat 50.; p. Iwanowa do 1974 roku i jako ostatni p. Aleksander Kubik. Ostatnie zajęcia w szkole odbyły się w 1985 r., ponieważ powstały szkoły zbiorcze. Dlatego szkołę w Sosze zamknięto i przeznaczono na świetlice wiejską. 

## OSP
Historia OSP sięga 1926 roku, kiedy to dzięki staraniom  p.Durkiewicza i p. Świtonia powołano pierwszą sekcję Ochotniczej Straży Pożarnej. Pierwszą remizą był drewniany budynek wyposażony w ręczną sikawkę i konny wóz strażacki. Po wojnie wybudowano na tym samym miejscu, murowana remizę, którą w latach 60. rozbudowano o pomieszczenia na sprzęt bojowy. Obecnie powstała już trzecia remiza obok boiska Ludowego Zespołu Sportowego. Straż posiada
motopompę spalinową, zestaw węży, sprzęt bojowy oraz mundury. Straż w 2001 roku liczyła 32 członków czynnych i 6 wspierających.

## LKS Socha
Wspomniany Ludowy Zespół Sportowy Socha został powołany w 1955 roku, a założycielem był Eugeniusz Woźniak 1957 r. Pierwsze boisko istniało na łąkach. Na początku lat 60. na terenie żwirowiska wybudowano boisko sportowe, które do pełnych wymiarów doprowadzono w 1983 roku. Drużyna uczestniczy w rozgrywkach piłkarskiej klasy „A”. Obecnie prezesem LKS Socha, grającej w "B" klasie jest Krzysztof Zimoch. W sezonie 2015-2016 drużyna ta, wywalczyła awans do klasy "A" co nie udawało się od kilkunastu lat. 
Na przełomie 1959-60 powstało w Sosze kółko rolnicze. Pierwsze maszyny to 4 ciągniki, 4 przyczepy, pługi wieloskibowe, snopowiązałka i maszyna omłotowa. Z maszyn  korzystała cała wieś i był to zalążek mechanizacji w rolnictwie. 1976 w wyniku powstania baz tzw. SKR-ów, Koło przekazało swój sprzęt do SKR-u w Ustkowie.
Wieś zaczęła się rozwijać w wyniku polepszania warunków życia mieszkańców:
·Pierwsza instalacja elektryczna w 1963 roku 
·Pierwszy autobus dotarł tu w 1966 roku 
·Telefonizację przeprowadzono 1992 roku 
·Wodociągi podłączono do sieci w latach 1993-96. 
W 2015 roku Socha liczy 256 mieszkańców i posiada 550,6 ha powierzchni.
Zobacz też: Socha-Kolonia